# Maurice Allais
Maurice Félix Charles Allais (París, Francia, 31 de mayo de 1911-París, Francia, 9 de octubre de 2010) fue un economista y físico francés.
Fue laureado con el Premio del Banco de Suecia en Ciencias Económicas en memoria de Alfred Nobel en 1988 por «sus contribuciones pioneras a la teoría de mercados y a la utilización eficiente de los recursos». Fue profesor de la Escuela Nacional Superior de Minas de París desde 1944 y director de su Centro de Análisis Económico desde 1946. Se definía como un «liberal socialista».

## Biografía
Entre sus obras destacan A la búsqueda de una disciplina económica (1942) (reeditada con el nuevo título Tratado de economía pura en 1952) y Economía e interés (1947). Allais desarrolló matemáticamente los trabajos sobre el equilibrio y la eficiencia de los mercados de Vilfredo Pareto y Léon Walras. Su nombre está asociado a la paradoja de Allais, que es un problema de teoría de la decisión de 1953 que contradice la teoría de la utilidad esperada. Fue autor de la Teoría del riesgo, que trata de las decisiones que se toman en situaciones de incertidumbre económica. Fue un estudioso del crack de 1929 y fue uno de los pocos economistas que anticipó la crisis bursátil de 1987: en mayo de dicho año, en el documento La condición monetaria de una economía de mercado, predijo el lunes negro que ocurrió el 19 de octubre. Entre sus discípulos destacan Marcel Boiteux y Gerard Debreu.

## Teorías
Con su libro L’effondrement de la théorie de la relativité, participó en la controversia sobre la Teoría de la Relatividad.

## Obra
- L'effondrement de la théorie de la relativité: Implication irréfragable des données de l'expérience, Clément Juglar, 2004, ISBN 2908735180 y 9782908735185.
- L’Europe en crise. Que faire ?, Clément Juglar, 2005, ISBN 2908735229 y 978-2908735222 (texto en línea).
- La Mondialisation, la destruction des emplois et de la croissance, Clément Juglar, 1999, ISBN 2908735121 y 9782908735123.

## Distinciones honoríficas francesas
- Gran Oficial de la Orden de la Legión de Honor (14/03/2005).[2]
- Caballero Gran Cruz de la Orden de la Legión de Honor (31/12/2009).[2]
- Caballero Gran Cruz de la Orden Nacional del Mérito.
- Oficial de la Orden de las Palmas Académicas (1949).
- Caballero de la Orden de la Economía Nacional (1962).